# Старе Чамзіно
Старе Ча́мзіно (рос. Старое Чамзино, ерз. Ташто Чамза) — село у складі Великоігнатовського району Мордовії, Росія. Адміністративний центр Старочамзінського сільського поселення.
Населення — 493 особи (2010; 495 у 2002).
Національний склад (станом на 2002 рік):
- ерзяни — 81 %